# 鱼洞乡 (镇雄县)
鱼洞乡，是中华人民共和国云南省昭通市镇雄县下辖的一个乡镇级行政单位。

## 行政区划
鱼洞乡下辖以下地区：
鱼洞村、银厂沟村、瓜乌村和青杠村。